# برايان غرودا
برايان غرودا لاعب كرة قدم ألماني من أصول ألبانية. يلعب حالياً مع نادي برايتون أند هوف ألبيون الذي ينشط في الدوري الإنجليزي الممتاز.

## وصلات خارجية
- Brajan Gruda على موقع الاتحاد الأوربي (الإنجليزية)
- Brajan Gruda على موقع قاعدة بيانات كرة القدم.إي يو (الإنجليزية)
- Brajan Gruda على موقع Soccerway.com (الإنجليزية)
- Brajan Gruda على موقع عالم كرة القدم.نت (الإنجليزية)